# Општина Вогошћа
Општина Вогошћа је једна од девет општина кантона Сарајево, удаљена 6 km сјеверно од центра града Сарајева. Покрива површину од 72 km². До 1995. Вогошћа је била једна од градских општина града Сарајева.
Вогошћа се налази у сливу ријеке Босне, на простору између Сарајевског и Височког поља. Она захвата сливове рјечица Вогошће и Љубине, десних притока Босне. Територија обухвата двије старе сеоске општине: Горњу и Доњу Вогошћу и протеже се до самог руба Сарајевског поља до ушћа ријеке Мисоче у ријеку Босну у Илијашу.
Данашње насеље Вогошћа нагло се развило након Другог свјетског рата, захваљујући прије свега изградњи војно-индустријског комплекса предузећа Претис.

## Становништво
По последњем службеном попису становништва из 1991. године, Општина Вогошћа (једна од приградских општина града Сарајева) је имала 24.647 становника, распоређених у 21 насељеном месту.
| Националност       | 1991.           | 1981.          | 1971.          |
| Муслимани          | 12.499 (50,71%) | 8.146 (43,64%) | 5.938 (41,23%) |
| Срби               | 8.813 (35,75%)  | 7.273 (38,97%) | 6.728 (46,71%) |
| Хрвати             | 1.071 (4,34%)   | 1.026 (5,49%)  | 1.186 (8,23%)  |
| Југословени        | 1.730 (7,01%)   | 1.833 (9,82%)  | 247 (1,71%)    |
| остали и непознато | 534 (2,16%)     | 385 (2,06%)    | 303 (2,10%)    |
| Укупно             | 24.647          | 18.663         | 14.402         |

## Насељена мјеста
Благовац, Будишићи, Доња Вогошћа, Гареж, Гора, Граховиште, Хотоњ, Каменица, Кобиља Глава, Кремеш, Кривоглавци, Љубина-Потуровићи, Небочај, Перца, Семизовац, Свраке, Тиховићи, Угљешићи, Угорско, Вогошћа и Врапче.

### Етнички састав према попису из 2013.
| Попис 2013.‍    | Попис 2013.‍ | Попис 2013.‍ | Попис 2013.‍ | Попис 2013.‍ |
| -------------- | ----------- | ----------- | ----------- | ----------- |
|                |             |             |             |             |
| Бошњаци        | Бошњаци     |             | 24.351      | 92,44%      |
| Срби           | Срби        |             | 542         | 2,06%       |
| Хрвати         | Хрвати      |             | 321         | 1,22%       |
| остали         | остали      |             | 1.129       | 4,28%       |
| укупно: 26.343 |             |             |             |             |